# Ikeem Allen
Ikeem Jamal Allen (Charlotte, 24 luglio 1996) è un giocatore di football americano statunitense, che gioca come defensive tackle per i Dresden Monarchs.
Dopo aver giocato per la squadra universitaria dei Miami RedHawks è passato agli australiani Brisbane Rhinos. Ha successivamente firmato con i Kuopio Steelers, per poi andare a giocare in Germania, prima ai Potsdam Royals e poi ai Dresden Monarchs.

## Palmarès
- 2 Vaahteramalja (Kuopio Steelers: 2021, 2022)
- 1 LNFA Serie B (L'Hospitalet Pioners: 2021)